# Jij & ik (album)
Jij & ik is een studioalbum van de Nederlandse zanger Jan Smit. Het album verscheen op 22 augustus 2014. Voor dat de verkoop officieel startte werd bekend dat er al 20.000 exemplaren besteld waren. Een gouden plaat heeft Jan Smit dan al. Het heeft als platenlabel VoSound. De meeste liedjes zijn geschreven door Jan Smit en Thomas Tol.

## Muziek
Er is een tweetal versies in omloop gebracht. Er is een enkele compact disc met alleen de nieuwe liedjes en een luxe uitgave met een tweede compact disc die enkele van zijn oude liedjes bevat.

## Tracklist
| Nr. | Titel                               | Duur |
| --- | ----------------------------------- | ---- |
| 1.  | Mooier dan ik dacht                 | 3:09 |
| 2.  | Als ik maar even bij jou kan zijn   | 2:44 |
| 3.  | Eventjes weg                        | 2:37 |
| 4.  | Jij & ik                            | 2:51 |
| 5.  | Iets met amore                      | 2:57 |
| 6.  | Blijf dan bij mij                   | 2:57 |
| 7.  | Niemand anders                      | 3:32 |
| 8.  | Uit het oog, in m'n hart            | 2:51 |
| 9.  | Vier dat je bestaat                 | 2:59 |
| 10. | Kleine superster                    | 2:30 |
| 11. | Méér nog dan liefde                 | 3:10 |
| 12. | Handen omhoog (met Kraantje Pappie) | 2:33 |

| Nr. | Titel               | Duur |
| --- | ------------------- | ---- |
| 1.  | Ding dong           |      |
| 2.  | Vlieg nooit te hoog |      |
| 3.  | Droomland           |      |
| 4.  | Witte rozen         |      |
| 5.  | Zeven brieven       |      |

## Hitnoteringen

### NederlandseAlbum Top 100
| Hitnotering: 30-08-2014 t/m | Hitnotering: 30-08-2014 t/m | Hitnotering: 30-08-2014 t/m | Hitnotering: 30-08-2014 t/m | Hitnotering: 30-08-2014 t/m | Hitnotering: 30-08-2014 t/m | Hitnotering: 30-08-2014 t/m | Hitnotering: 30-08-2014 t/m | Hitnotering: 30-08-2014 t/m | Hitnotering: 30-08-2014 t/m | Hitnotering: 30-08-2014 t/m | Hitnotering: 30-08-2014 t/m | Hitnotering: 30-08-2014 t/m | Hitnotering: 30-08-2014 t/m | Hitnotering: 30-08-2014 t/m | Hitnotering: 30-08-2014 t/m | Hitnotering: 30-08-2014 t/m | Hitnotering: 30-08-2014 t/m | Hitnotering: 30-08-2014 t/m | Hitnotering: 30-08-2014 t/m | Hitnotering: 30-08-2014 t/m |
| Week:                       | 1                           | 2                           | 3                           | 4                           | 5                           | 6                           | 7                           | 8                           | 9                           | 10                          | 11                          | 12                          | 13                          | 14                          | 15                          | 16                          | 17                          | 18                          | 19                          | 20                          |
| --------------------------- | --------------------------- | --------------------------- | --------------------------- | --------------------------- | --------------------------- | --------------------------- | --------------------------- | --------------------------- | --------------------------- | --------------------------- | --------------------------- | --------------------------- | --------------------------- | --------------------------- | --------------------------- | --------------------------- | --------------------------- | --------------------------- | --------------------------- | --------------------------- |
| Positie:                    | 1                           | 1                           | 2                           | 1                           |                             |                             |                             |                             |                             |                             |                             |                             |                             |                             |                             |                             |                             |                             |                             |                             |

### VlaamseUltratop 200Albums
| Hitnotering: 30-08-2014 t/m | Hitnotering: 30-08-2014 t/m | Hitnotering: 30-08-2014 t/m | Hitnotering: 30-08-2014 t/m | Hitnotering: 30-08-2014 t/m | Hitnotering: 30-08-2014 t/m | Hitnotering: 30-08-2014 t/m | Hitnotering: 30-08-2014 t/m | Hitnotering: 30-08-2014 t/m | Hitnotering: 30-08-2014 t/m | Hitnotering: 30-08-2014 t/m | Hitnotering: 30-08-2014 t/m | Hitnotering: 30-08-2014 t/m | Hitnotering: 30-08-2014 t/m | Hitnotering: 30-08-2014 t/m | Hitnotering: 30-08-2014 t/m | Hitnotering: 30-08-2014 t/m | Hitnotering: 30-08-2014 t/m | Hitnotering: 30-08-2014 t/m | Hitnotering: 30-08-2014 t/m | Hitnotering: 30-08-2014 t/m |
| Week:                       | 1                           | 2                           | 3                           | 4                           | 5                           | 6                           | 7                           | 8                           | 9                           | 10                          | 11                          | 12                          | 13                          | 14                          | 15                          | 16                          | 17                          | 18                          | 19                          | 20                          |
| --------------------------- | --------------------------- | --------------------------- | --------------------------- | --------------------------- | --------------------------- | --------------------------- | --------------------------- | --------------------------- | --------------------------- | --------------------------- | --------------------------- | --------------------------- | --------------------------- | --------------------------- | --------------------------- | --------------------------- | --------------------------- | --------------------------- | --------------------------- | --------------------------- |
| Positie:                    | 7                           | 10                          | 15                          | 18                          |                             |                             |                             |                             |                             |                             |                             |                             |                             |                             |                             |                             |                             |                             |                             |                             |